# Shank (jeu vidéo)
Shank est un jeu vidéo de type beat them all développé par Klei Entertainment et édité par Electronic Arts, sorti en 2010 sur Windows, Mac, Linux, PlayStation 3 et Xbox 360.
Il a pour suite Shank 2.

## Accueil
- Jeuxvideo.com : 15/20[1]
- PC Gamer : 39 %[2]